# Beatrice Hicks
Beatrice Alice Hicks (2 janvier 1919 - 21 octobre 1979) est une ingénieure américaine, cofondatrice et première présidente de la Society of Women Engineers. Elle est la première ingénieure embauchée par Western Electric, puis par la suite dirigeante de société et finalement propriétaire d'une société d'ingénierie. Une de ses inventions est utilisée dans le programme spatial américain, y compris dans les missions Apollo.

## Jeunesse
Beatrice Hicks est née en 1919 à Orange, New Jersey, de William Lux Hicks, ingénieur chimiste, et de Florence Benedict. Elle décide très tôt de devenir ingénieur. Alors que ses parents ne soutenaient ni ne s'opposaient à son choix de carrière, certains de ses enseignants et camarades de classe essaient de la dissuader de devenir ingénieur, considérant ce métier comme socialement inacceptable pour une femme. Elle est diplômée de l'Orange High School en 1935 et obtient un baccalauréat en génie chimique du Newark College of Engineering (maintenant New Jersey Institute of Technology) en 1939, une des deux seules femmes de sa classe. Pendant ses études universitaires, Elle travaille dans un magasin Abercrombie & Fitch en tant qu'opératrice téléphonique et à la bibliothèque de l'université. Après son diplôme de premier cycle, elle reste trois ans au Newark College of Engineering en tant qu'assistante de recherche, elle y étudie l'histoire des inventions d'Edward Weston et suit des cours du soir .

## Carrière
En 1942, Beatrice Hicks est embauchée à la Western Electric Company, à Kearny, dans le New Jersey, pour concevoir et tester des oscillateurs à quartz. Elle est la première femme employée par Western Electric en tant qu'ingénieur et elle y travaille trois ans. À la mort de son père, elle rejoint l'entreprise de métallurgie que son père avait fondée, la Newark Controls Company, basée à Bloomfield dans le New Jersey. Elle est ingénieur en chef puis vice-présidente chargée de l'ingénierie jusqu'à ce qu'elle rachète le contrôle de l'entreprise à son oncle en 1955. C'est dans cette entreprise qu'elle conçoit et brevète un interrupteur de densité de gaz utilisé plus tard dans le programme spatial américain. Elle est aussi pionnière dans le domaine des capteurs de détection de limites structurelles. Elle est l'auteur de plusieurs articles techniques sur l'interrupteur de densité de gaz. Tout en travaillant à Newark Controls, elle poursuit une maîtrise en physique, qu'elle obtient en 1949 au Stevens Institute of Technology, et suit parallèlement des cours de génie électrique à l'Université de Columbia.
En 1950, Beatrice Hicks et d'autres femmes de la côte Est des États-Unis commencent à se réunir dans le but de faire progresser les ingénieures et la participation des femmes dans l'ingénierie. Deux ans plus tard, l'organisation prend le nom de Society of Women Engineers. Beatrice Hicks en est la présidente pendant deux mandats consécutifs de 1950 à 1952. En 1963, la Society of Women Engineers lui remet sa plus haute distinction, le prix d'excellence de la Society of Women Engineers. Beatrice Hicks fait à cette époque une tournée aux États-Unis pour défendre la cause des femmes ingénieures par le biais de sensibilisation et de conférences. Elle pense que les ingénieures sont rapidement acceptées même si elles sont initialement surveillées de près .
En 1948, Beatrice Hicks épouse Rodney Duane Chipp, un ingénieur qui a occupé deux postes de direction d'ingénierie avant de créer une société de conseil. En 1960, le couple est sélectionné par la National Society of Professional Engineers pour une tournée de recherche et de conférences d'un mois en Amérique du Sud, la tournée est axée sur la coopération internationale entre ingénieurs américains et sud-américains. À la mort de son mari en 1966, elle vend la Newark Controls Company et reprend les activités de conseil de celui-ci. Beatrice Hicks est également choisie pour siéger au Comité consultatif de la défense pour les femmes dans les services[Quoi ?] entre 1960 et 1963 ; elle est la directrice de la première conférence internationale des femmes ingénieures et scientifiques et représente les États-Unis à quatre congrès internationaux de gestion.
Elle meurt le 21 octobre 1979 à Princeton, dans le New Jersey.

## Prix et distinctions professionnelles
En 1952, le magazine Mademoiselle nomme Beatrice Hicks « Femme de l'année en affaires » en raison de son rôle dans la Newark Controls Company. En 1978, elle est la sixième femme invitée à rejoindre la National Academy of Engineering, la plus haute distinction professionnelle américaine en ingénierie. En 2002, elle est intronisée au National Women's Hall of Fame.
Beatrice Hicks reçoit des doctorats honorifiques du Hobart and William Smith College, du Rensselaer Polytechnic Institute, du Stevens Institute of Technology et du Worcester Polytechnic Institute . Elle est la première femme à recevoir un doctorat honoris causa du Rensselaer Polytechnic Institute. Elle est membre de l'American Society of Mechanical Engineers et de l'Institute of Electrical and Electronics Engineers.
Le moniteur de densité de gaz spécial qu'elle a inventé et pour lequel elle a reçu un brevet, s'est avéré précieux dans le programme spatial américain en pleine croissance.
En 2017, Beatrice Hicks est intronisée au National Inventors Hall of Fame.